# Cot Manyang (Seunagan Timur)
Cot Manyang is een bestuurslaag in het regentschap Nagan Raya van de provincie Atjeh, Indonesië. Cot Manyang telt 294 inwoners (volkstelling 2010).